# Col de Megève
Le col de Megève est un col de France situé en Haute-Savoie, dans les Alpes, entre la chaîne des Aravis au nord-ouest et le massif du Beaufortain au sud-est, au cours du val d'Arly qui communique au sud-ouest avec les gorges de l'Arly et  au nord-est avec la vallée de l'Arve. Il s'élève à 1 096 mètres d'altitude, entre les hameaux de Pont d'Arbon sur la commune de Demi-Quartier et Praille sur la commune de Megève dont le bourg se trouve juste au sud-ouest, dominé par le sommet des Salles au nord-ouest et le mont d'Arbois au sud-est. Franchi par la route départementale 1212, il constitue le principal axe de communication entre le Faucigny et la combe de Savoie.

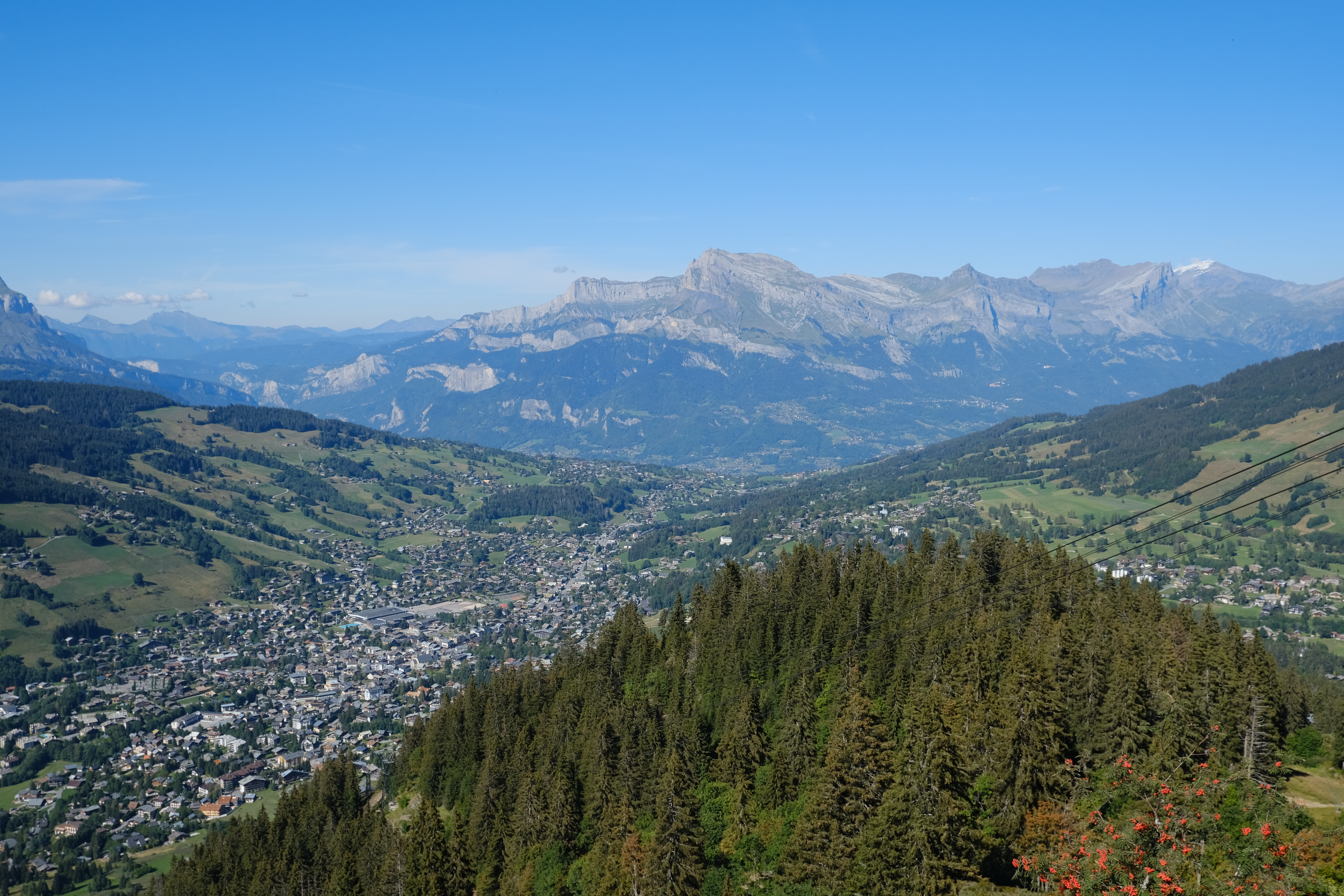
Vue du site de Megève depuis Rochebrune avec son col et au-delà la vallée de l'Arve et le massif du Faucigny.

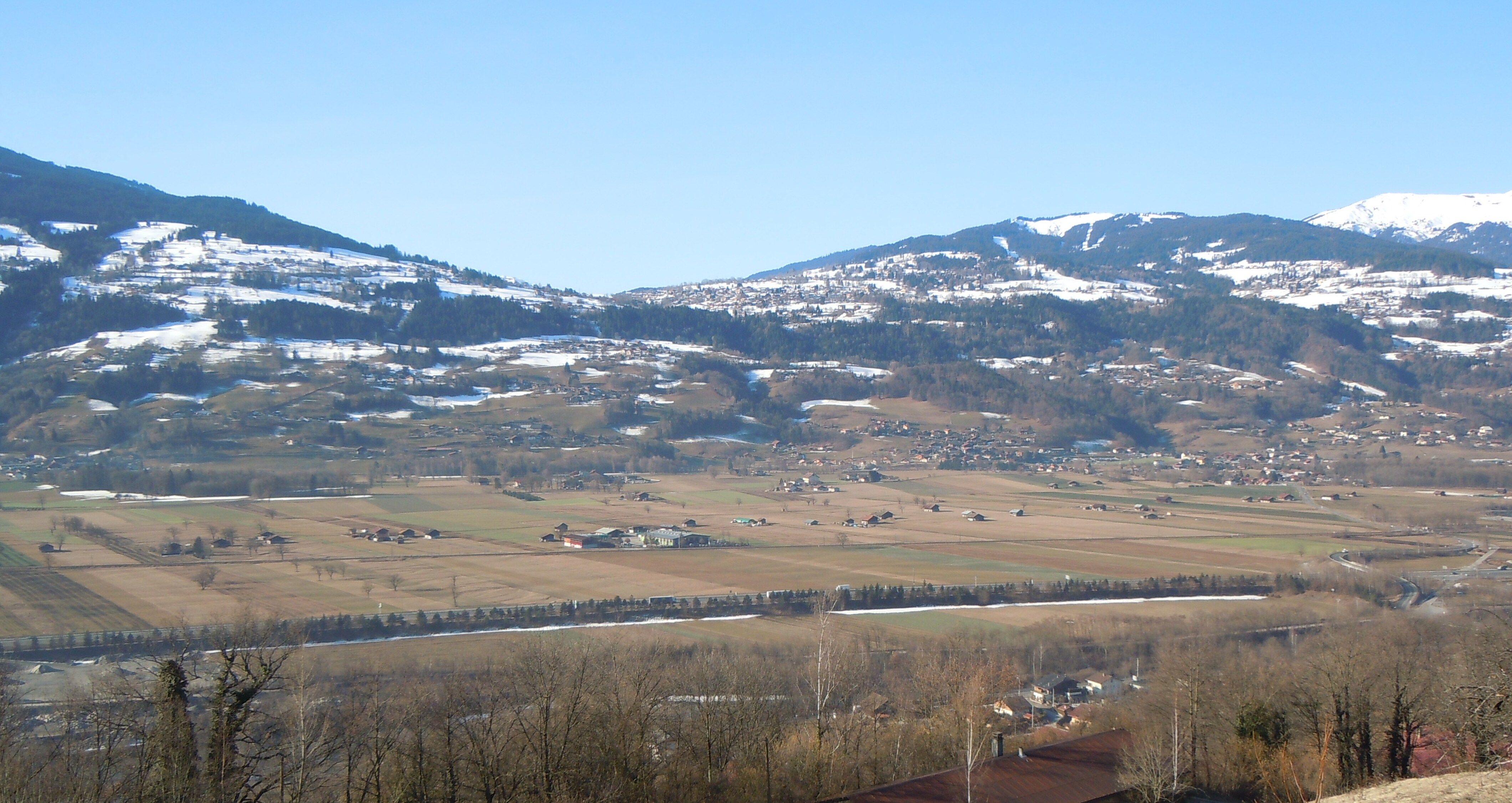
Le col de Megève au-dessus de la vallée de l'Arve depuis Passy au nord-est.